# スーパーダンカー
『スーパーダンカー』（タイ語：สตรีทบอลสะท้านฟ้า、英語: Super Dunker）はヂャッカラパン・フワイペット （トン）作のタイ王国のバスケットボール漫画。2008年3月からタイ漫画雑誌『マハーサヌック』に連載。出版社バンルー・ブックスからコミックが出版されている。
タイの島の少年が、飛行機トラブルにより偶然やってきたプロバスケット選手に影響されて、バスケットボールを始め、成長していく姿が描かれる。

## あらすじ
NBAの有名プロバスケットボールプレイヤーのロッキーは、自家用ジェット機で旅行中に事故に遭い、タイのとある島にたどり着いた。その島でトートーという名の島の少年の家族と暮らしながら、トートーにバスケットボールのテクニックを教えながら過ごす。2年の歳月が経ちロッキーは自分の国に帰らなくてはいけなくなると、帰国の前に自分のアームバンドをトートーに贈った。トートーは思い出としてずっと大事に身につけることに決めた。
トートーは13歳になり、島を出てパッタヤーの学校に進学することになった。学校でバスケットボールをやる気満々であったトートーであったが、上級生たちにバスケットボールコートを取り上げられ、サッカー場にされてしまい、バスケットボールができなくなってしまう。
そんな苦境の中で、トートーは新たな友人たちと出会うことになる。 バスケットが好きのタイトゥーンはトートーの腕前を見込んでストリートバスケットボールのチームにトートーを誘う、その後、先輩で体の大きいヤック、ゲイでタイトゥーンの兄のモンシーが集まり、「スーパーダンカー」という名でバスケットボールチームを結成する。

## 登場人物
トートー（โตโต้）
13歳の少年。バスケットボール大好きの島の少年NBAのプロ選手であったロッキーからバスケットボールのテクニックを伝授されている。身長165センチしかないにも関わらずダンクができるという特技を持つ。しかし、パスが下手。
タイトゥーン（ไตเติ้ล）
14歳の少年。トートーの初めての親友であり大のバスケットボール好き。トートーをストリートバスケに誘った。
ヤック（ยักษ์）
15歳の体の大きな少年。筋肉馬鹿で力を使うことが好きだが、平和を愛する気弱な性格。トートーのダンクを見て、チームに参加を決めた。
モントリー（มนตรี）
モントリーもしくはモンシー（มนซี่）と呼ばれるタイトゥーンの兄。ゲイであり、だれが見ても女に見えるほどの美人である。

## 既刊一覧
1. ISBN 9789743427664
2. ISBN 9789746601528
3. ISBN 9789747862980
4. ISBN 9786162060038

## 受賞
- 第三回国際漫画賞（外務省：2009年12月）最優秀賞 Gold Award 『Super Dunker』